# Юрченко, Александр Григорьевич (химик)
Александр Григорьевич Юрченко (1934—2010) — советский и украинский учёный, заслуженный работник высшей школы УССР, заслуженный деятель науки и техники Украины, лауреат государственной премии Украины в области науки и техники, академик Академии наук высшего образования Украины, заслуженный профессор КПИ, член Американского института химиков (с 1989), Нью-Йоркской академии наук (с 1993).

## Биография
Окончил среднюю школу в Умани с золотой медалью, в 1952 поступил в Киевский политехнический институт на химико-технологический факультет на специальность «Технология органического синтеза». С 1957 преподавал в КПИ, прошёл путь от ассистента до доцента, профессора и заведующего кафедрой органической химии и технологии органических веществ. В 1964 защитил кандидатскую диссертацию и был откомандирован на научную стажировку в Гарвардский университет, где проводил научную работу под руководством нобелевского лауреата профессора Р. Б. Вудворда. В 1975 защитил докторскую диссертацию и был избран заведующим кафедрой органической химии и технологии органических веществ и одновременно стал деканом химико-технологического факультета, который он возглавлял 25 лет до 2000. При его непосредственным участии на кафедре была создана и работает научная школа по химии каркасных органических соединений, были разработаны методы синтеза многочисленных функциональных производных каркасных углеводородов, в частности, адамантана и его циклических гомологов, внёс вклад в технологию переработки алифатических углеводородов нефти. Результаты этих исследований нашли отражение в более чем 260 научных работах, 36 патентах и авторских свидетельствах. Под его научным руководством и с его помощью защищены 14 кандидатских и 5 докторских диссертаций. Также работал как вице-президент Украинского химического общества, член совета Государственного фонда фундаментальных исследований Украины и член редакционных коллегий Украинского химического журнала, журнала «Научные известия» НТУУ КПИ, являлся организатором многих международных конференций по химии каркасных углеводородов.